# 中山了
中山 了（なかやま さとる、1920年2月10日-2002年12月27日）は、日本の経営者。名古屋タイムズ社長を経て中日ドラゴンズ社長などを務めた。

## 来歴・人物
高知県出身。1942年に東京帝国大学法学部政治学科を卒業し、1948年に産業経済新聞社に入社する。1964年12月に大阪本社編集局長に就任し、その後、取締役、本社編集局長、常務、専務などを歴任し、1974年2月をもって退任。
名古屋タイムズ社長、名古屋タイムズ印刷社長を経て、1975年5月に中日新聞社取締役に就任し、常務、専務などを経て、1985年から1995年までに中日ドラゴンズの球団社長を務めた。
2002年12月27日肺炎のために死去。82歳没。